# Gerhard Brunner (Intendant)

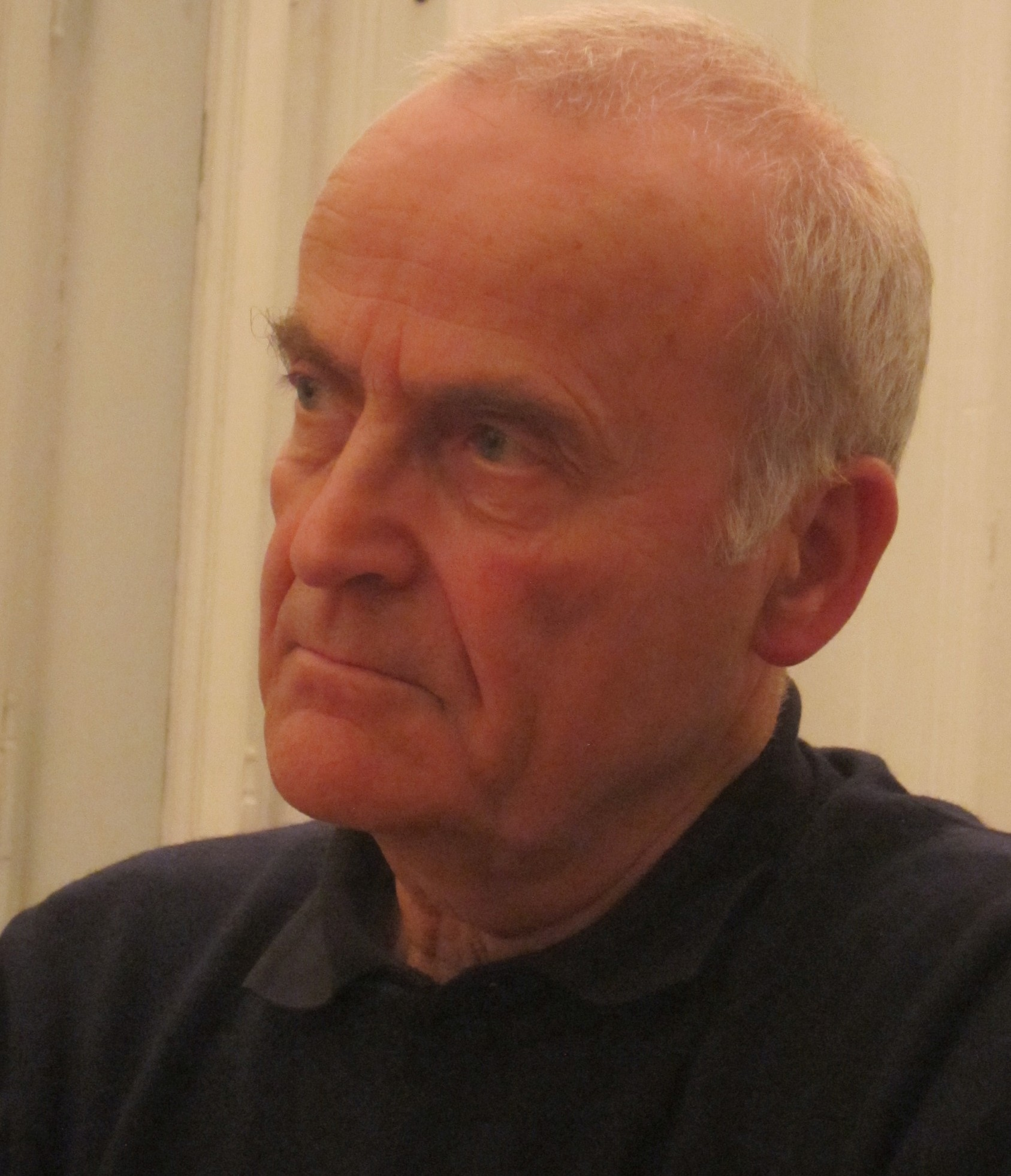
Gerhard Brunner, Wien 2011

Gerhard Brunner (* 23. März 1939 in Villach) ist ein österreichischer Journalist, Kurator, Intendant und Studiendirektor.

## Leben

### Ausbildung und frühe Jahre
Gerhard Brunner studierte Rechtswissenschaften an der Universität Wien, wo er 1961 promoviert wurde. Er war dort Vorsitzender des Hauptausschusses der Universität und Stellvertretender Vorsitzender des Zentralausschusses der Österreichischen Hochschülerschaft (ÖH).
Ab 1964 arbeitete Brunner freiberuflich als Journalist. Er war Korrespondent und ständiger Mitarbeiter zahlreicher Zeitungen, Zeitschriften und Rundfunkanstalten, darunter Stuttgarter Zeitung, Die Welt, WDR, NDR, SFB, ORF. Sein Interesse galt den kulturellen Institutionen Mitteleuropas mit den Schwerpunkten Oper, Tanz, Musica viva und Kulturpolitik.

### Wien
Der Einladung von Ulrich Baumgartner, die Wiener Festwochen 1969 als ein Tanzfestival zu kuratieren, folgte 1976 der Auftrag, beim Festival Steirischer Herbst u. a. mit europäischen Premieren von Trisha Brown, Kei Takei und Laura Dean den Schwerpunkt new dance zu gestalten.
Egon Seefehlner, als Direktor der Wiener Staatsoper designiert, berief ihn 1976 als Ballettdirektor.
Von den Direktoren Lorin Maazel, Egon Seefehlner und Claus Helmut Drese im Amt bestätigt, arbeitete er bis 1990, in der Spielzeit 1990/91 gemeinsam mit Gerlinde Dill, darauf hin, das Konzept einer Wiener Dramaturgie zu verwirklichen. Es gelang ihm, bedeutende Choreographen, unter ihnen John Neumeier (Josephs Legende), Hans van Manen (Grand Trio), Rudi van Dantzig (Ulysses), Jiří Kylián (Wiegenlied. Das von der Wiener Staatsoper in Auftrag gegebene Stück erlebte eine Vor-Aufführung beim Nederlands Dans Theater.) und William Forsythe (Drei Orchesterstücke) für Uraufführungen zu gewinnen und eng mit Rudolf Nurejew (Dornröschen, Raymonda, Schwanensee, Don Quixote) zusammenzuarbeiten. Er gab den Anstoß, dass Nurejew 1982 österreichischer Staatsbürger wurde. 
Als Bekenntnis zu Wiener Traditionen lassen sich die Wiederherstellungen zahlreicher Tänze von Grete Wiesenthal, Gertrud Bodenwieser, Gertrud Kraus und Rosalia Chladek verstehen. 1977 nahm George Balanchine seine Einladung an, die Europäische Erstaufführung seiner Liebeslieder Walzer in Wien einzustudieren; 1987 choreographierte die Regisseurin Ruth Berghaus Henzes Orpheus. 
Damit einher ging, bei rund 100 neuen Werken in mehr als 1000 Vorstellungen, ein deutlicher Zuwachs an Produktionen und Vorstellungen, die gezielte Förderung junger Choreographen, die Internationalisierung des bis 1976 ausschließlich wienerischen Ensembles und zahlreiche Tourneen, vornehmlich in den Mittelmeerraum. 1983 gastierte das Ensemble bei den Salzburger Festspielen, wo Lorin Maazel Daphnis und Chloë und Der Feuervogel (Choreographien: John Neumeier) dirigierte, 1984 in Korea, Japan und Thailand.
Die Unterstützung des späteren Kulturstadtrats und Bürgermeisters Helmut Zilk ermöglichte ihm 1982 die Gründung der Wiener TANZ-Biennalen, die er bis 1996 verantwortete und 1998 mitgestaltete. Rund 130 Ensembles widerspiegelten in 450 Vorstellungen die Welt des Tanzes, wobei die ästhetische Spannweite vom historischen Rossballett der Spanischen Reitschule, den klassischen Tempeltänzen Indiens und den Tänzen weiterer Ethnien bis zu Ausdrucksformen des Akademischen und des Freien Tanzes reichten. Ein Hauptaugenmerk galt den Entwicklungen des New Dance und des Tanztheaters. 
Repräsentative Gastspiele des Königlich-Dänischen Balletts, des Bolschoi-Balletts, des Kirow-Balletts, des American Ballet Theatre, des Joffrey Ballet und des Balletts der Opéra Paris standen ebenso auf den Programmen wie frühe Auftritte der Twyla Tharp Dance Foundation, Paul Taylor Dance Company, Eiko & Koma, Bill T. Jones & Arnie Zane, Mark Morris Dance Company, Cloud Gate Dance Theatre of Taiwan, des Wuppertaler Ensembles von Pina Bausch und der Kibbutz Dance Company. Zu weiteren Höhepunkten zählten das von Gerhard Bohner rekonstruierte Triadische Ballett Oscar Schlemmers und die Wiederbesinnung auf Protagonisten des Modern Dance und des Expressionismus, unter ihnen Doris Humphrey, Isadora Duncan, Ruth St. Denis und Rudolf von Laban.

### Graz
1987 wurde er zum Intendanten der Bühnen Graz gewählt und zweimal im Amt bestätigt. Als künstlerischer Leiter dreier Häuser, des 1824 erbauten Schauspielhauses, des 1899 eröffneten Opernhauses und des 1994 gegründeten Jugendtheaters Next Liberty machte er Graz zu einer beachteten Werkstatt heutigen Musiktheaters. Gemeinsam mit Peter Nebel, seinem direktorialen Partner, entwickelte er das „Grazer Modell“. Zum Ende seiner Intendanz wurde Graz durch die Kritiker der Zeitschrift opernwelt zum „Opernhaus des Jahres“ gewählt. Zugleich wurden für Verdis Falstaff Peter Konwitschny der Regisseur, Jörg Kossdorff der Bühnenbildner und Jacek Strauch (Bariton, geboren 1954 in England, 1978 Preisträger des Kathleen Ferrier Memorial Competition) der Sänger des Jahres 2001. Erwähnenswert sind Uraufführungen von Rami Be’er (Naked City), Ralph Lemon (Don Juan), Jörg Mannes (Carmina burana), Pavel Šmok (Tagebuch eines Verschollenen) und Richard Wherlock (Verklärte Nacht). Spartenübergreifend war Martin Kušejs Kill Pig Devil Finish Passion God ein Werk des Tanztheaters.
In Verbindung mit dem Festival Steirischer Herbst pflegte er die zeitgenössische Moderne durch Uraufführungen der Neufassung von Roman Haubenstock-Ramatis Amerika (1992), Beat Furrers Narcissus (1994), Mayako Kubos Rashomon (1996) Adriana Hölszkys Der Aufstieg der Titanic (1998) und Gerd Kührs Tod und Teufel (1999). 
Als verspätete Uraufführung des unbearbeiteten Originals darf auch die Oper Alfonso und Estrella (1991) gelten, die Franz Schubert 1827 in Graz persönlich eingereicht hatte.
Im Jahre 1995 initiierte Brunner seitens der Bühnen Graz die Gründung des Wettbewerbs Ring Award durch das neu gegründete Wagner Forum Graz unter Führung des Präsidenten Heinz Weyringer. Von 1997 bis 2014 ist dieser Wettbewerb für Regie und Bühnengestaltung siebenmal abgehalten worden. Er war jeweils Mitglied der Hauptjury.

### Berlin
Von der Berliner Senatsverwaltung eingeladen, für die Deutsche Staatsoper, Deutsche Oper und Komische Oper eine neue Organisationsform ihrer Ballettensembles zu entwickeln, entwarf Gerhard Brunner 1998 bis 2002 das Modell eines künstlerisch und finanziell autonomen, dreigliedrigen, stilistisch vielfältigen „BerlinBalletts“. Es zielte darauf ab, die Ensembles aus den drei Häusern zu lösen, unabhängig zu führen, stilistisch unterschiedlich zu profilieren und als vierte Säule in die spätere Stiftung der Berliner Opernhäuser einzufügen. Sein Konzept ist am Beispiel des Staatsballetts Berlin nur ansatzweise verwirklicht worden.

### Lehrbeauftragter in Zürich und Wien
Auf Anregung von Alexander Pereira nahm er 2002 die Einladung der Universität Zürich an, das Weiterbildungsprogramm Executive Master in Arts Administration (EMAA) zu konzipieren und als Gründungsdirektor zu leiten. Kern des Studienprogramms war, künstlerische Vorstellungen und ökonomische Gegebenheiten auf einen Nenner zu bringen. Von 2004 bis 2014 absolvierten ca. 140 Teilnehmende insgesamt fünf Lehrgänge. Sie haben mittlerweile in kulturellen und politischen Institutionen Führungsaufgaben inne.
Er war Lehrbeauftragter der Wiener Musikakademie und der Universität Wien; er hat bei Theaterkongressen und -seminaren in Russland (Jekaterinburg, Perm, Moskau), China (Shanghai) und Taiwan (Taipeh) vorgetragen. Er war Juror bei Wettbewerben in Nagoya, Peking und Seoul.

### Unternehmen Werktreue
Mit Susanne Herrnleben gründete er 2001 die Künstleragentur Brunner Herrnleben Kunst- und Kulturproduktionen. Die Agentur arbeitet für Regisseure wie Tatjana Gürbaca, Calixto Bieito, Peter Konwitschny, Dmitri Tcherniakov und bietet Beratung bei der Realisierung künstlerischer Absichten unter vorgegebenen ökonomischen Bedingungen an.

### Sonstiges
Von 2008 bis 2012 war er als Delegierter des Kantons Zürich Mitglied des Verwaltungsrats am Schauspielhaus Zürich. 
Die Findungskommission des Verwaltungsrats des Opernhauses Zürich zog ihn 2009/2010 bei der Neubesetzung der Intendanz als Experten bei.

### Privates
Gerhard Brunner war seit 1965 mit der 1976 verstorbenen Tänzerin Christl Zimmerl verheiratet. Der Ehe entstammen zwei Kinder, Simon Brunner und die Regisseurin Fanny Brunner. Heute ist er mit Susanne Herrnleben verheiratet.

## Auszeichnungen
- Ehrenmitglied des Wagner Forums Graz
- Träger des Silbernen Panthers des Steirischen Blasmusikverbandes
- Goldenes Ehrenzeichen der Stadt Graz 2001[11]
- Großes Goldenes Ehrenzeichen des Landes Steiermark[11]